# Fumio Kishida
Fumio Kishida (岸田 文雄, Kishida Fumio, Shibuya, 29 de julho de 1957) é um político japonês que serviu como primeiro-ministro do Japão de 2021 a 2024. Foi ainda presidente do Partido Liberal Democrata e líder da maioria na Câmara dos Representantes do país.

## Biografia
Fumio Kishida nasceu numa família política oriunda de Minami-ku, Hiroshima, em 29 de julho de 1957. Seu pai Fumitake Kishida e seu avô Masaki Kishida eram ex-políticos membros da Câmara dos Representantes e, além disso, o ex-primeiro-ministro Kiichi Miyazawa é um parente distante. Seu primo Yoichi Miyazawa também foi legislador e ministro da Economia. Estudou direito na Universidade de Waseda, onde se formou em 1982.
Depois de trabalhar no extinto Long Term Credit Bank of Japan e mais tarde como secretário de um membro da Câmara dos Representantes, Kishida foi eleito pela primeira vez em julho de 1993. Ele serviu na câmara baixa sete vezes, representando o 1º Distrito de Hiroshima. Ele foi presidente do comitê de assuntos alimentares do PLD até setembro de 2012. No PLD, ele está próximo do veterano político aposentado Makoto Koga. Kishida assumiu o controle do grupo de Koga em outubro de 2012. Sua mais alta nomeação no partido foi presidir a sede da revitalização econômica do Japão. Como Shinzō Abe e a maioria dos membros de seu gabinete, Kishida é filiado à organização abertamente revisionista Nippon Kaigi.
Ele foi Ministro dos Assuntos de Okinawa de 2007 a 2008 no gabinete do então Primeiro-Ministro Yasuo Fukuda. Ele também foi nomeado Ministro de Estado responsável pelos assuntos do consumidor e segurança alimentar em 2008; e Ministro de Estado responsável pela Ciência e tecnologia , ambos no gabinete de Fukuda. Ele foi nomeado ministro das Relações Exteriores no gabinete do primeiro-ministro Shinzō Abe em 26 de dezembro de 2012. Renunciou ao cargo em 3 de agosto de 2017.
Em 29 de setembro de 2021, venceu as eleições internas do PLD e se tornou seu presidente, quando seria o provável indicado para substituir Yoshihide Suga como Primeiro-ministro do Japão. Em 4 de outubro, foi nomeado como Primeiro-ministro, momento em que anunciou a antecipação das eleições locais.
Nas eleições ocorridas em 31 de outubro de 2021, seu partido saiu vitorioso. Dessa forma, pretende corrigir disparidades por meio de um pacote de reformas tributárias, além de programas de auxílio a moradia e educação para famílias de renda média, além de conceder um pacote de estímulo que incluiria investimento em energia limpa e financiamento de ajuda para a Ásia.